# マーン・シング・トーマラ
マーン・シング・トーマラ（Man Singh Tomara, 生年不詳 - 1516年）は、北インド、グワーリヤル王国（トーマラ朝）の君主。 

## 生涯
1486年、父カリヤーン・マル・トーマラの後を継ぎ、グワーリヤルの支配者となった。
ときにローディー朝が北インド支配していたが、グワーリヤルはそれに対抗しうる勢力の一つでもあった。しばしば、ローディー朝と対立したアフガン人の族長がこの国に逃げ込み、マーン・シングは彼らを匿った。
そのため、シカンダル・ローディーは1509年までにグワーリヤルを城砦で取り囲んだが、それでもグワーリヤルを落とすことはできなかった。
1516年、マーン・シングは死亡し、息子のヴィクラマーディティヤ・トーマラがその後を継いだ。
マーン・シングは文武ともに優れた君主であった。また、音楽のパトロンでもあり、ターンセーンもその保護下にあった。